# Os Gatos Não Têm Vertigens
Os Gatos Não Têm Vertigens (Portugiesisch für: Katzen haben keine Höhenangst) ist ein Filmdrama des portugiesischen Regisseurs António-Pedro Vasconcelos aus dem Jahr 2014.

## Inhalt
Jó wuchs in einem Lissabonner Viertel auf, dass als Sozialer Brennpunkt gilt. Er lebt als Kleinkrimineller, seit ihn seine überforderte Mutter als Junge verließ, und nach seinem 18. Geburtstag wirft ihn sein heruntergekommener und gewissenloser Vater aus dem Haus. Als seine Freunde einer älteren Frau Portemonnaie und Hausschlüssel stehlen, schleicht er sich in ihr Haus und richtet sich auf dem Flachdach des Hauses ein.
Die ältere Frau ist die 73-jährige Witwe Rosa. Die frühere Lehrerin lebt allein, seit ihr geliebter Ehemann, der Übersetzer Joaquim, starb. Ihre Beziehung war jedoch so innig, dass die 73-jährige Witwe sich weiterhin mit ihrem Joaquim unterhält, der ihr als Geist erscheint. Rosas Tochter und ihr berechnender Mann deuten ihre Zwiegespräche mit Joaquim als Anzeichen für Senilität und beschließen, sie in ein Altenheim zu geben.
Als Rosa ihren kleinkriminellen Untermieter auf dem Dach entdeckt, ruft sie nicht die Polizei, sondern wendet sich ihm zu. Entgegen aller Umstände entwickelt sich langsam eine besondere Freundschaft zwischen den ungleichen Charakteren.

## Produktion
Der Film wurde von der Produktionsfirma MGN produziert, in Koproduktion mit dem öffentlich-rechtlichen Fernsehsender RTP und unter Beteiligung des NOS Audiovisuais-Medienunternehmens, die portugiesische Filmförderung ICA unterstützte die Produktion.
Im Film sind von der Fadosängerin Carminho, dem brasilianischen Sänger Caetano Veloso, dem Fado-Sänger Ricardo Ribeiro, der portugiesischen Sängerin Lula Pena, dem portugiesischen Rapper NBC und dem Kinderchor der Universität Lissabon interpretierte Lieder zu hören, die Fadosängerin Ana Moura singt das Titellied Clandestinos Do Amor.

## Rezeption
Der Film wurde in einer Vorpremiere am 15. September 2014 im Cinema São Jorge erstmals gezeigt und kam am 25. September 2014 in die portugiesischen Kinos. Er war dort mit 94.592 Zuschauern ein Erfolg und gehörte noch Ende 2021 zu den 20 erfolgreichsten portugiesischen Filmen seit Einführung der öffentlich geführten Box-Office-Zahlen (2004).
Er gewann die wichtigsten portugiesischen Filmpreise, darunter die Prémios Sophia 2015 in zahlreichen Kategorien. Insbesondere Maria do Céu Guerra wurde für ihre Hauptrolle ausgezeichnet, so bei den Globos de Ouro 2015, den CinEuphoria-Preisen und dem Preis der SPA (alle 2015).
Am 25. März 2019 wurde er erstmals im portugiesischen Fernsehen gezeigt, bei RTP1.
Os Gatos Não Têm Vertigens erschien 2014 bei NOS Audiovisuais als DVD.